# 柬埔寨
柬埔寨王國，通稱柬埔寨，是位於東南亞中南半島的君主立憲制國家，首都為金邊。為聯合國會員國及東南亞國家聯盟創始成員國，並參與世界貿易組織、不結盟運動等國際組織。根據世界銀行數據，柬埔寨國土面積約181,035平方公里，2025年人口約1,670萬，官方語言為高棉語，佛教為國教。
柬埔寨地處中南半島南部，西部及西北部與泰國接壤，東北部與老撾交界，東部及東南部與越南毗鄰，南部則面向暹羅灣。地形呈碟狀盆地特徵，三面被丘陵與山脈環繞；中部為廣闊的湄公河沖積平原，約佔全國面積四分之三，是主要農業產區。境內主要水系包括貫穿全境的湄公河及東南亞最大淡水湖洞里薩湖（又稱金邊湖），該湖具有獨特的季節性逆流現象，對當地漁業及農業灌溉具有重要意義。
柬埔寨實行君主立憲制，現任國王為諾羅敦·西哈莫尼，首相為洪馬內。儘管憲法規定為多黨制，但柬埔寨人民黨長期主導政壇。經濟以農業、紡織業和旅遊業為支柱，吳哥窟等世界遺產吸引大量國際遊客。根據國際貨幣基金組織數據，2025年柬埔寨經濟成長率預估達6.3%，政府計劃通過《2025-2028年提升競爭力計劃》推動產業多元化，目標於2029年脫離最不發達國家行列。然而，國際特赦組織報告指出，境內詐騙園區存在大規模人口販運與強迫勞動問題，引發國際社會關注。
高棉文化深受吳哥王朝影響，傳統舞蹈、皮影戲等藝術形式具鮮明特色，其中皮雕藝術於2005年被列入人類非物質文化遺產代表作名錄。宗教方面，佛教為主要信仰，2025年梵蒂岡與柬埔寨佛教界舉辦第八屆跨宗教對話會議，強調和平共處。教育體系在戰亂後逐步重建，2025年統計顯示全國擁有63所大學，但資源分配仍不均衡。
在國際關係方面，柬埔寨與鄰國泰國存在長期邊界爭議。該國與中國關係密切，雙方在基礎建設等領域有廣泛合作，但奢侈木材非法貿易等問題引發環境爭議。

## 國名
柬埔寨的正式全稱為「柬埔寨王國」。其中意為「神聖的」，意為「王國」，意為「柬埔寨」。「柬埔寨」這個國名衍生自梵語（Kambujadeśa），意思是「劍浮沙的土地」。這暗示了高棉王國的建國神話。根據一則神話，柬埔寨是由來自印度的聖人Kambu Swayambhuva同中南半島的貴族女性Mera結婚後建立的，Kambu Swayambhuva之子就是真臘國王Shreshtha Varman。柬埔寨人通稱自己的國家為高棉國（ srok khmae），或使用更正式些的稱謂柬埔寨國（ prɑteih kampuciə）。
柬埔寨早在東漢時期就見於中文史料的記載。《后汉书》称为究不事，《隋书》称为真腊，《唐书》称为吉蔑、阁蔑（均Khmer对音），元朝称为甘勃智，《明史》稱甘武者，明朝万历后，音譯柬埔寨。“究不事”、“甘勃智”、“甘武者”、“柬埔寨”皆為Kambuja对音。“柬埔寨”一词可能始见于明万历四十五年（1617年）学者张燮撰《东西洋考》：“柬埔寨即古真腊国也。”在现代汉语中，“埔”本字为多音字，在“柬埔寨”中念“pǔ／ㄆㄨˇ”。
而在西方史料中，柬埔寨之名於1524年最早出現於義大利探險家安東尼奧·皮加費塔的著作中，他以「Camogia」之名稱呼這個國家。

## 历史
柬埔寨為中南半島之文明古國，有2000年以上之歷史。

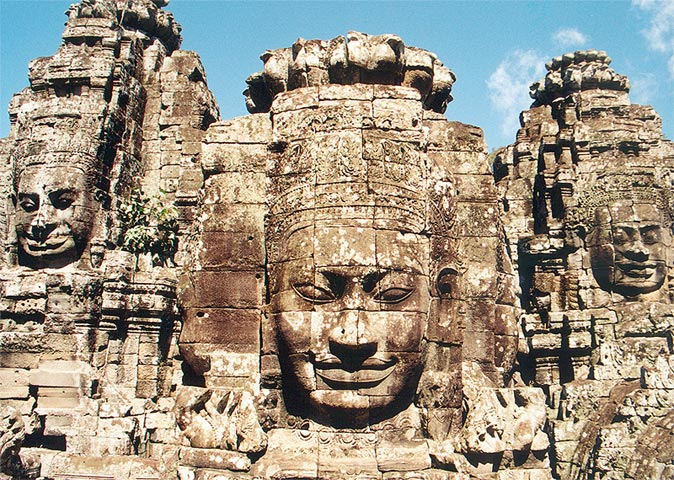
巴永遺跡

公元1世紀時，柬埔寨境內有扶南國，奉印度教為國教，受印度文化影響甚深。扶南國都是毗耶陀補羅城（Vyadhapura，梵文：獵人城），在今波羅勉省附近，有湄公河西北流東入海。在秦、漢時期，扶南與中國有通商交流。公元七世紀中葉，扶南國為北方崛起的真臘所滅，扶南王子流亡爪哇，建立山帝王朝。
真臘攻灭扶南后，国势更加强盛；至阇耶跋摩一世统治时期，又征服了老挝的中部和北部地区，使国境北接南诏，南抵湄公河之下游，包括了今之柬埔寨、老挝以及越南南部。阇耶跋摩一世无嗣，卒后由侄女阇耶提黛维继位，國家竟告分裂，史称水陆真腊，陷入内乱。
公元787年前后，水真腊太阳王朝的都城桑比补罗被夏连特拉王朝攻陷，国王摩希婆提跋摩被杀，王子（后来的阇耶跋摩二世）被虏。水真腊由此受到爪哇的夏连特拉王朝（山帝王朝）统治，直至阇耶跋摩二世从爪哇逃回，称王独立。阇耶跋摩二世统一了水、陆真腊，定都吴哥东北约三十公里的荔枝山，建立了吴哥王朝。
吳哥王朝，又稱高棉帝國，至12世纪國勢臻盛，文化燦爛，版圖包括今日柬埔寨全境以及泰、寮、越三國之部份地區。13世纪，上座部佛教由斯里兰卡传来。明宣德五年（1430年）暹羅入侵柬埔寨，包圍吳哥城七個月，最後攻破吳哥。由於吳哥太近於暹羅，故放棄吳哥，遷都金邊。此後，柬埔寨國勢衰敗，备受越南、暹羅（泰國）這兩個鄰國的侵略，史稱柬埔寨黑暗時代。下柬埔寨（即湄公河三角洲）亦在这个时期为越南所占据，衍生柬、越長年的世仇。
公元1296年，元朝派遣周达观探查吳哥王朝， 访问时间近一年。归国后，周著有《真腊风土记》一书，全面介绍了王朝政经、社会、地理和民俗等方面。全书除介绍章外，另有40个主题章节，后于19世纪被译成法德英等多种文字。该书是吳哥王朝至法国统治前， 最重要或者是唯一的柬埔寨历史文献。

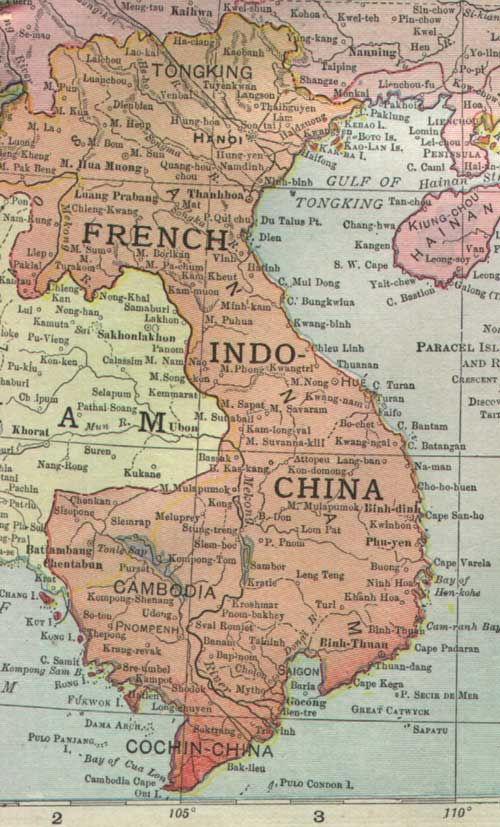
法屬印度支那时期地图，1863-1953年由法國殖民統治

歐美列強侵略殖民地時期，1863年淪為法國保護國。第二次世界大戰，1942至1945年，日軍佔領柬埔寨。戰後柬埔寨於1953年11月9日脫離法國獨立。初時仍為君權體制，即柬埔寨第一王國，西哈努克在位期間奉行中立的政策。
1960年代中開始，中、美、蘇三國均進駐印度支那半島侵略與擴張勢力。政治博弈下加上越戰的影響，柬埔寨開始發生內戰。1970年3月18日，由親美的龍诺將軍发动政变，成立高棉共和國，廢止君主制，親中共的西哈努克親王流亡於北京，其時為越戰期間，南越軍、美軍、龍诺政府軍和北越軍赤柬軍交戰導致柬埔寨國內民不聊生。
1975年4月17日，由柬埔寨共產黨總書記波爾布特領導的红色高棉（或稱赤柬）在美軍撤離柬埔寨首都金邊後予以攻佔，建立民主柬埔寨政權，西哈努克親王重新自朝鲜平壤歸國，不過迅速遭到红色高棉軟禁。1976年，红色高棉波布當權後宣佈廢除貨幣，把全國所有城鎮居民驅趕到鄉郊，強迫集體務農，並屠殺所有知識分子。當政的三年八個月期間，實行恐怖統治，全國五分一以上人口死於饑荒、勞役、疾病或迫害等原因，是20世紀中最血腥暴力的人為災難之一。對外方面，红色高棉波布政權由於和越南政權因歷史疆界土地糾紛屢起齟齬，甚至出兵進攻越南領土、屠殺越南村民。而又因和中華人民共和國友好且交流密切，時值中蘇交惡衝突緊張對抗期間，所以形成柬聯中以對抗越蘇態勢。民主柬埔寨還受到西方國家的擁護，獲得聯合國代表席次。
1978年12月，越南出兵柬埔寨並於1979年1月7日攻陷金邊，原高棉人民革命党成员与柬共党内反对势力联合成立柬埔寨人民革命党，建立柬埔寨人民共和國，終結了紅色高棉大屠殺。红色高棉敗走柬埔寨西北泰國邊境，不過柬埔寨人民共和國被視為越南的衛星國，因此未獲國際社會多數國家承認，因此紅色高棉暫時保住了民主柬埔寨在聯合國的席位。但红色高棉隨著其暴行證據被越軍發現並公开，失去國際社會支持。
1989年1月6日，越南人民军从柬埔寨全數撤军。柬埔寨人民共和国更改国名为柬埔寨国，以获得更多的国际认同。1991年，冷战结束，柬埔寨放弃一党制的政治体制和马克思列宁主义，柬埔寨人民革命党改名为柬埔寨人民党。1993年，柬埔寨獲聯合國援助，舉行全國大選，親王室的奉辛比克黨赢得45.5%的选票成为第一大党，洪森領導的人民黨居第二。經洪森威脅，兩黨組織大聯合政府。1993年9月24日，柬埔寨制宪议会通过新宪法，恢复君主制及國名柬埔寨王國，三度回国的西哈努克重新登基为国王。后来1997年7月5日洪森發動政變，人民黨全面控制新政府。红色高棉的武装势力最终于1998年12月投降。近年来，柬埔寨社會日趨安定，经济恢复，旅游业发展迅速。
2008年8月，柬埔寨人民党赢得第四届国会选举（90席）。2013年7月，人民党赢得123个议席中的68个，延续洪森28年来的执政和第五個首相任期，反对党救国党赢得55个议席，比上届大选的29个议席几乎多一倍。
2017年10月，柬埔寨政府於最高法院起訴柬埔寨救国党，11月正式解散該黨。2018年3月3日，据柬埔寨国家选举委员会公布的第四届参议院选举正式结果，执政党柬埔寨人民党赢得参议院全部58个议席。由于柬埔寨救国党是唯一能够挑战人民党执政地位的反对党，因该党被解散，意味着柬埔寨进入“一党制”。

## 地理

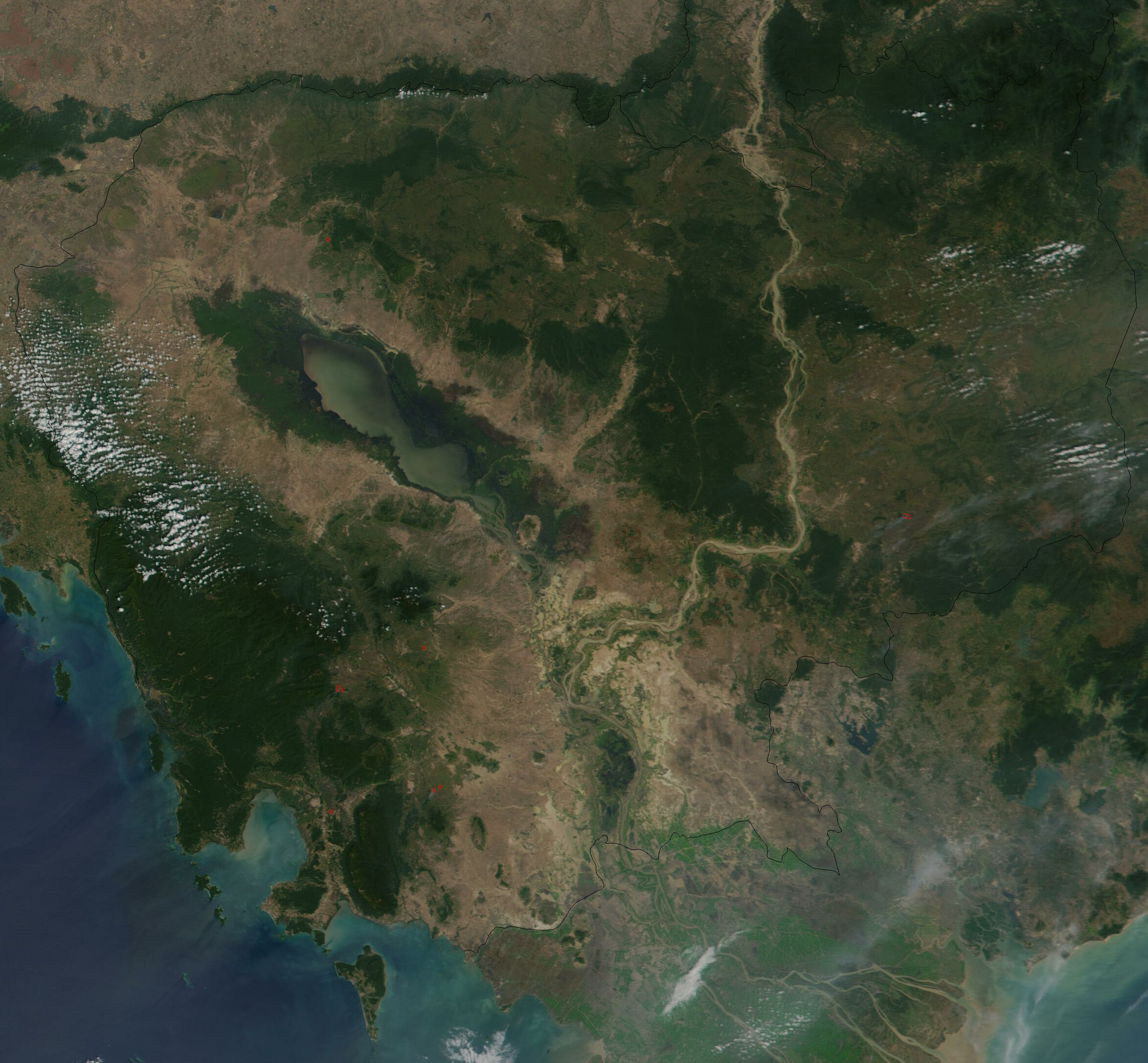
柬埔寨卫星地图，2002年1月

柬埔寨全國總面積181,035平方公里，自西向东分别与泰国、寮国、越南相邻，全國最南端至西邊區域地處熱帶區域，北方以扁擔山脈與泰國呵叻高原交界，東隔长山山脉与越南相鄰:23。西南濒临暹羅灣，海岸線長443公里，位于该国西北隅的洞里萨湖，為東南亞最大的淡水湖，湖中富饒的水產，更是柬國人民飲食的重要來源，该湖也是世界上最多樣化和最具生產力的生態系統之一，具有極高的生物多樣性，於1997年被聯合國教科文組織指定為生物圈保護區。但進入21世紀，該湖及其周圍的生態系統受到森林砍伐、基礎設施發展和氣候變化的壓力越來越大。其餘境內有豐富的水資源，沼澤多處可見。源自中國瀾滄江而流經東南亞五國的湄公河，以流經柬埔寨境內河段的地均水資源量（275萬立方米／平方公里）最大，可供開發的水電資源也高達83,000兆瓦以上。因過度的開發與砍植，目前森林的覆蓋率已經從戰前的71%降至46%；气候為典型的熱帶季風氣候，6-11月為雨季，平均氣溫在攝氏28度。
柬埔寨國境內最醒目的地標，是坐落於國土中心的洞里薩湖、巴薩河和貫穿全國南北的湄公河。中央平原佔國土3/4面積，和東南和西部的象山、荳蔻山；延伸自泰國柯叻台地的扁擔山國界；以及東部越南中央高地交界處的Chhlong高地比較起來，是樹林叢聚，人口稀少的區域。
洞里薩湖─湄公低地區主要是低於海拔100公尺的平原，海拔升高時，地勢會更加崎嶇不平。西南方荳蔻山高於1500公呎以上，呈西北至東南走勢。奥拉尔山（Phnom Aural）是柬國最高山峰，位於東部，高1771公尺。
源自荳蔻山的象山，向南與東南延伸，高度介於500~1000公尺。這兩個區域地勢多為500~700公尺。　北方的荳蔻山和西方的扁擔山之間，是洞里薩河的延伸區域，廣至泰國境內平原，是前往曼谷的便道。
湄公河是柬埔寨最长、流域面积最广的河流，亦為该國帶來了豐沛用水。湄公河發源自中华人民共和国，流經緬甸、寮國、泰國後進入柬國，而在磅湛以下流域的海拔一般不超过10公尺，在金邊湄公河接纳了聯結洞里薩湖的洞里薩河，繼續往東南方流动，并從越南注入南中國海:24。

## 政治

### 政府
1993年宪法规定，柬埔寨是君主立宪制王国，立法、行政、司法三权分立。国王是终身国家元首、名义上是国家军队最高统帅、国家统一和永存的象征，有权宣布大赦。根据首相建议，并征得国民议会主席同意后，可解散国会。国王因故不能视事或不在国内期间，由参议院议长代理国家元首职务。国王去世后，由首相、佛教两派僧王、参议院和国民议会议长、副议长组成的9人王位委员会，从王族后裔中，推选产生新国王。
国民议会是柬埔寨全国最高权力机构和立法机构，共有123个议席，每届任期五年。参议院为国家立法机构，有权审议国民议会通过的法案，每届任期6年。柬宪法规定，国家法案须经国民议会、参议院和宪法委员会审议通过，最后由国王签署生效。2004年7月，柬埔寨颁布实施新增宪法条款。该条款规定，国民议会可以通过投票方式，决定国民议会领导层人选和批准新政府。2004年10月，柬埔寨国民议会审议并批准了关于选举王位继承人的王位委员会组織法和执行法，规定在国王去世、退休或退位后7天内，以选举产生柬埔寨新国王。

### 外交
中华人民共和国是柬埔寨的最大援助国，并积极参与了西哈努克港的建设。而柬埔寨首相洪森亦奉行親中的外交政策，因此柬埔寨被西方視為中华人民共和国的盟國和勢力範圍。在该国的主要城市，随处可见到大量的华资企业。
因柏威夏寺和歷史等主權爭議問題，和泰國的關係緊張，並多次爆發小規模戰事。柬埔寨首相洪森曾和前泰國首相塔信關係密切，曾於2009至2010年間聘任他為經濟顧問。

### 行政区划
柬埔寨國內共計由1個市（ក្រុង, krong）、24個省（ខេត្ត, khet）组成，首都及最大城市为金边市，而第二大城市为马德望。
| 圖號 | 省/直轄市    | 省/直轄市             | 省/直轄市 | 首府                | 面積（km2） | 人口 （2019） |
| 圖號 | 中文標準譯名 | 柬國華文媒體 通用譯名 | 高棉文    | 首府                | 面積（km2） | 人口 （2019） |
| ---- | ------------ | --------------------- | --------- | ------------------- | ----------- | ------------- |
| 1    | 班迭棉吉省   | 卜迭棉芷省            |           | 诗梳风              | 6,679       | 861,883       |
| 2    | 馬德望省     | 马德望省              |           | 马德望              | 11,702      | 997,169       |
| 3    | 磅湛省       | 磅针省                |           | 磅湛                | 4,549       | 899,791       |
| 4    | 磅清扬省     | 磅清阳省              |           | 磅清扬              | 5,521       | 527,027       |
| 5    | 磅士卑省     | 实居省                |           | 芝巴蒙              | 7,017       | 877,523       |
| 6    | 磅同省       | 磅通省                |           | 磅同                | 13,814      | 681,549       |
| 7    | 贡布省       | 贡布省                |           | 贡布                | 4,873       | 593,829       |
| 8    | 甘丹省       | 干拉省                |           | 达克茂 （大金欧）   | 3,179       | 1,201,581     |
| 9    | 戈公省       | 国公省                |           | 凯马拉波明 （普明） | 10,090      | 125,902       |
| 10   | 白馬省       | 白马省                |           | 白馬                | 336         | 42,665        |
| 11   | 桔井省       | 桔井省                |           | 桔井                | 11,094      | 374,755       |
| 12   | 蒙多基里省   | 蒙多基里省            |           | 森莫諾隆            | 14,288      | 92,213        |
| 13   | 奥多棉吉省   | 奥多棉芷省            |           | 三隆                | 6,158       | 276,038       |
| 14   | 拜林省       | 拜林省                |           | 拜林                | 803         | 75,112        |
| 15   | 金边市       | 金边                  |           | 金边                | 679         | 2,281,951     |
| 16   | 西哈努克省   |                       |           | 西哈努克市          | 1,938       | 310,072       |
| 17   | 柏威夏省     | 柏威夏省              |           | 特崩棉则            | 13,788      | 254,827       |
| 18   | 菩萨省       | 菩萨省                |           | 菩萨                | 12,692      | 419,952       |
| 19   | 波萝勉省     | 波萝勉省              |           | 波萝勉              | 4,883       | 1,057,720     |
| 20   | 腊塔纳基里省 | 拉达那基里省          |           | 邦隆                | 10,782      | 217,453       |
| 21   | 暹粒省       | 暹粒省                |           | 暹粒                | 10,299      | 1,014,234     |
| 22   | 上丁省       | 上丁省                |           | 上丁                | 11,092      | 165,713       |
| 23   | 柴楨省       | 柴桢省                |           | 柴楨                | 2,966       | 525,497       |
| 24   | 茶胶省       | 茶胶省                |           | 敦胶                | 3,563       | 900,914       |
| 25   | 特本克蒙省   | 特本克蒙省            |           | 苏翁 （三州府）     | 5,250       | 776,841       |

### 國際排名
| 組織             | 調查                         | 排名               | 評分   |
| ---------------- | ---------------------------- | ------------------ | ------ |
| 世界銀行集團     | 各國經商容易度列表（2012）   | 183個國家中的138名 | 75.4%  |
| 透明國際         | 貪污感知指數（2012）         | 184個國家中的164名 | 89.13% |
| 聯合國開發計劃署 | 人類發展指數（2012）         | 184個國家中的139名 | 75.5%  |
| 世界黃金協會     | 黃金儲備（2010）             | 110個國家中的65名  | 60%    |
| 無國界記者       | 新聞自由指數（2012）         | 179個國家中的117名 | 65.3%  |
| 美國傳統基金會   | 經濟自由度指數（2012）       | 179個國家中的102名 | 57%    |
| 世界經濟論壇     | 全球競爭力報告（2012）       | 142個國家中的97名  | 68.3%  |
| 全球和平指數     | 学院经济学与和平指数（2012） | 142個國家中的108名 | 68.3%  |
| 聯合國           | 教育指數（2012）             | 179個國家中的132名 | 73.7%  |

## 經濟
柬埔寨目前是世界上最不发达国家之一，该国经济的四大支柱为旅游业、加工业（制衣业）、建筑业和农业。作為一个新興發展國家，由於多年來受到戰爭等因素影響，柬埔寨的經濟发展相對比較缓慢，每年經濟增長約達7%。近年來，隨著柬埔寨大力推動旅遊業，已取得有效的成績，並隨著政局稳定，成功吸引中國、韩国、日本等國家前往投資進駐，成為東南亞的新兴投資點之一。
柬埔寨的貨幣稱為瑞爾，但同時流通美元，許多商店均以美金計價。在一般買賣，美金與瑞爾可同時使用，大致為1美元＝4,000至4,200瑞爾。
國內的貧富懸殊問題、基礎設施不足、健康衛生問題和人民缺乏知識水平等社會問題十分嚴重，是為柬國發展經濟的同時，所遇到的嚴峻考驗。
2006年，柬埔寨的外籍旅客人数逾170万。2005年，柬埔寨领海内发现石油和天然气，商业开发预计于2009年或2010年开始，将对柬埔寨经济产生重要影响。
2008年，柬埔寨外贸总额达114.7亿美元，出口总额为48.09亿美元，进口总额为66.61亿美元，其中服装出口总额为27.8亿美元，主要市场为欧洲、美国和日本等地。
2012年4月18日上午9时09分，随着柬埔寨首相洪森在电视讲话中敲响股市开市鐘，柬埔寨股市历史上的首个交易日拉开帷幕。开市仅有金邊水務局一支股票上市，其募股總數為1,304.6萬股，佔總股本的15%，融資總額約在2,000萬美元左右。
2019年12月20日, 由新加坡政府主導的 Tribe Accelerator  機構輔導LimeStone Network ，在金邊達克茂市成立首個智慧工業物流園區MSQM Park 。
2020年起，柬埔寨政府強力掃蕩柬埔寨金邊未註冊的網路區塊链，網路詐騙和網路賭博。
| 年份 | 收入(美元) |
| ---- | ---------- |
| 2009 | 457.568    |
| 2010 | 561.514    |
| 2011 | 584.862    |
| 2012 | 678.358    |
| 2013 | 858.203    |
| 2014 | 983.774    |
| 2015 | 1093.465   |
| 2016 | 1228.506   |
| 2017 | 1434       |
| 2018 | 1560       |

## 社会
柬埔寨擁有特別的高棉文化，較接近泰國，並帶有濃厚的上座部佛教文化氛圍，可從高棉建築文化看到柬埔寨从古至今也受印度文化影响。

### 人口
柬埔寨人口超過1550萬人，其中90%左右為高棉族，而少數民族則包括1%的華人、9%的京族、佬族、泰族、占族等20餘部，當中有一小部分屬於深居山地的原住民部落。柬埔寨的人均壽命目前是71.41歲。

### 語言
大多數的柬埔寨國民使用高棉語和高棉文字。高棉語且有自己的高棉數字，在柬埔寨使用高棉數字比阿拉伯數字更流通；華人主要使用潮州話等漢語方言，占族人主要使用占語，越南人则以越南语为主，其他各民族有各自的语言，由於法國曾長期殖民柬埔寨，法语曾經是继高棉語之後的第二大語言，如今已不普遍。僅有少數人尚通曉法語以及视其為母语。近年因经济进步以及中国在柬埔寨的影响力提升，漢語普通話、:221英语等在柬国很受欢迎。

### 教育
在法国殖民柬埔寨以后，法国人在柬埔寨主要城市开设了学校，旨在培养服务于法国殖民统治的人才，:139-1411914年11月24日，柬埔寨皇家下令创立金邊巴利學院（法語：Ecole de Pali），後於1922年更名為巴利高等學院（法語：Ecole Supérieure de Pali）；除了巴利學院，柬埔寨有許多巴利語學院陸續創建。1952年，柬埔寨独立后，现代文教事业开始起步，1958年，柬埔寨建立了国家教育最高委员会，諾羅敦·西哈努克亲自出任主席，期间，柬埔寨制定教育制度，规定小学学制6年，中学7年，并使用官方语言高棉语授课。在20世纪70年代至90年代初，柬埔寨教育一度因为国内战乱而倒退。1993年，柬埔寨恢复君主制后，大部分学校已恢复教学，同时在外国慈善机构、教育团体的协助下，柬国教育质量以及学校数量有所提升，但因为柬埔寨经济水平相对落后，相较于邻国越南、泰国，柬埔寨识字率仍然较低。:219-221

### 交通
柬埔寨由於多年來受到戰爭影響，所以交通並不完善，直至近数十年再度重建，才逐渐得到改善。道路建設主要集中在首都一帶。公路方面，共有7條国道，以首都金邊为中心，向全國各地伸展，不過大多不平坦。鐵路有2条路线，主要由金邊向西方及南方伸向，全612公里，2009年起停止營運。現在已重新營運金邊-西哈努克港的綫路， 但是由於地形關係及科技未完善，整段路程都只能於30-40km/r行駛，以致需時7小時才能駛畢全程，並且只有限度地於星期五至日提供服務。现在尚在興建多条路线；柬埔寨尚未規劃城市地铁、高速铁路。国民主要以三輪摩托車、摩托車代步，另有長短程的巴士在各大小城镇穿梭。富裕人士則以進口車代步，且因价格较高，尚未普及。旅客則大多搭乘計程車及長短途巴士旅行。
柬埔寨主要有3處國際機場，分別是首都的金邊國際機場以及著名景點吳哥窟附近的暹粒－吴哥国际机场和西哈努克市的西哈努克国际机场，另有多個國內規模较小的機場。新的暹粒吳哥國際機場於2023年10月16日正式開始接待商業航班，並預計於2023年11月16日在柬埔寨首相洪馬奈閣下的主持下舉辦正式開幕儀式。
柬埔寨的汽車以自日本及南韓進口的二手車為主。

### 宗教
柬埔寨将佛教定为国教，目前有超过95%的人信仰，当中以高棉族人為最多，而他們當中大多信奉上座部佛教，與鄰國泰國相同。上座部佛教自11世紀由西南方的斯里兰卡傳入柬埔寨，並動搖了原本盛行的婆羅門教的信仰地位，直至14世紀取代濕婆與大乘佛教後，逐漸成為柬埔寨的新的主要信仰。此外，當地京族和華族以信奉大乘佛教、天主教和基督新教等居多，而占族则以信奉伊斯蘭教为主，另有小部分人為原始萬物有靈崇拜。
| 柬埔寨宗教 | 柬埔寨宗教 | 柬埔寨宗教 | 柬埔寨宗教 | 柬埔寨宗教 |
| ---------- | ---------- | ---------- | ---------- | ---------- |
| 宗教       | 宗教       |            | 比例       | 比例       |
| 佛教       | 佛教       |            | 96.4%      | 96.4%      |
| 伊斯兰教   | 伊斯兰教   |            | 2.1%       | 2.1%       |
| 新教       | 新教       |            | 1.3%       | 1.3%       |
| 其他       | 其他       |            | 0.3%       | 0.3%       |

### 飲食
柬埔寨擁有特別的高棉菜，口味较偏甜及较辛辣，该国出产胡椒、鱼露。用上大量香料、辣椒、胡椒和鱼露等烹調，口味与泰菜接近。由於受到法国殖民统治，所以菜肴有混入了法国的元素，也受到中國和越南等地的口味影响。

### 艺术
柬埔寨舞蹈有三大类，包括：高棉古典舞、民间舞和社交舞。而最代表柬埔寨的舞蹈是高棉古典舞。

### 旅遊
各地有不同的特色，在柬埔寨北部的暹粒市近郊有舉世聞名的世界遗产吳哥窟。在中部的金邊有大量的佛教寺廟，西部有東南亞最大的淡水湖洞里薩湖可搭船遊覽湖面上的水上人家，南部的西哈努克市可享受陽光與海灘。柬埔寨有3處聯合國所列入的國家文化遺產：
- 吳哥古蹟
- 柏威夏寺
- 三波布雷科

### 媒体

#### 广播电台
- 柬埔寨国家广播电台（AM 918、FM 105.7）
- 柬埔寨皇家军队广播电台（FM 98.0）
- Sweet电台（FM 88.0）
- 仙女电台（FM 97.0）
- 家庭电台（FM 99.5）
- 金边广播电台（FM 103.0）
- Hang Meas电台（FM 104.5）
- 蜂巢电台（FM 105.0）
- 高棉广播电台（FM 107.0）

#### 電視台
免費台
- 金邊三台TV3 （页面存档备份，存于）
- 金邊亞洲台
- 東南亞電視台 （页面存档备份，存于）
- 金邊無線電視台CTV8頻道
- 柬埔寨國家電視台
- NICE TV内政部電視台 （页面存档备份，存于）
- CTN電視台 （页面存档备份，存于）
- CNC新聞台 （页面存档备份，存于）
- MY TV娛樂台 （页面存档备份，存于）
- BTV新闻台 （页面存档备份，存于）
- ETV娱乐台 （页面存档备份，存于）
- 高棉高清台TV9 （页面存档备份，存于）
- 金鳳高清台 （页面存档备份，存于）
- 金鳳之光高清台 （页面存档备份，存于）
- 巴戎電視台 （页面存档备份，存于）
- 仙女電視台 （页面存档备份，存于）
- 軍隊台TV5 （页面存档备份，存于）
- PNN電視台 （页面存档备份，存于）

收費台
- 金邊無線電視台 PPCTV
- 柬埔寨無線電視台 CCTV

#### 网络媒体
- 吴哥时報，柬埔寨唯一没有发行报纸的媒體，也是柬埔寨唯一只通过微信平台发布资讯的媒體。
- 国公时報 （页面存档备份，存于），柬埔寨也是唯一没有发行报纸的媒體，也是柬埔寨唯一只通过Facebook专页平台发布与转载资讯的中文媒體。

#### 报纸媒体
華文報紙
- 華商日報，當地華人財團主辦，偏重財經資訊報導，柬埔寨历史最悠久的華報。在新媒体方面积极探索，率先推出全柬第一家微信平台。目前粉丝已过5千。总经理：邧志强。
- 柬華日報，柬埔寨最大華人社團「柬華理事總會」的機關報，於2000年8月10日創刊。在柬埔寨华人圈享有较高知名度。总经理：鍾耀輝、执行总经理：欧伟雄、總編輯：安佳。发行全柬，销量已經超過6000份。
- 星洲日報 （页面存档备份，存于），是馬來西亞星洲集團在柬埔寨開辦的子報。（已停刊）
- 高棉日报，柬埔寨新闻最全面的中文报。（已停刊）
- 金边晚报，是由柬埔寨中国商会主办的华文媒體。（已停刊）

高棉文報紙
- Sralagn'高棉。
- Chakraval日报。
- 柬埔寨特梅日报。
- 柬埔寨Thnai内斯（柬埔寨今天）。
- Kanychok Sangkhum。
- Ka-set （页面存档备份，存于）。
- Koh Santepheap（和平岛）。
- Moneaksekar Khmer (高棉良知) - 发布桑兰西党。
- Rasmei Kampuchea（柬埔寨之光） - 柬埔寨最大的日报，它循环约18000副本。(已停刊）
- Samleng Yuvachun（高棉青年之声）。
- Udomkate Khmer（高棉的理想选择）。
- Wat Phnom Daily

英文報紙
- 金边邮报 ，每两周在金边发表的英文报纸。
- 柬埔寨日报，柬埔寨唯一的英文日报报纸。(已停刊）

法文報紙
- 柬埔寨晚报（页面存档备份，存于）

### 体育
足球是柬埔寨当地最受欢迎的体育运动，这项运动在法属时期传入。在1972年亞足聯亞洲盃上，柬埔寨國家足球隊曾取得第四名的成绩。
1956年夏季奥林匹克运动会为柬埔寨首次参加奥运会，当时柬埔寨派出选手参加马术比赛。除此之外，柬埔寨还主办了新兴力量运动会及2023年东南亚运动会。